# A Capital (romance)
A Capital é um romance do escritor português Eça de Queirós publicado postumamente em 1925, sob a orientação de seu filho José Maria Eça de Queirós.
Obra iniciada em 1877, A Capital relata a história da ambição social, profissional e pessoal da personagem principal, Artur Corvelo, que acompanhamos ao longo do seu amadurecimento emocional e consequente resignação à triste realidade.
A história desenrola-se por diferentes épocas e locais. Começa na sua "resguardada" infância, atravessa por uma adolescência contemplativa e termina já na sua enfadada vida adulta.

## Enredo
“A estação de Ovar, no caminho de ferro do Norte, estava muito silenciosa pelas seis horas, antes da chegada do comboio do Porto.
A uma extremidade da plataforma, um rapaz magro, de olhos grandes e melancólicos, a face toda branca da frialdade fina de Outubro, com uma das mãos metida no bolso de um velho paletot cor de pinhão, a outra vergando contra o chão uma bengalinha envernizada, examinava o céu. De manhã chovera e a tarde ia caindo com uma suavidade muito pura. Laivos rosados esbatiam-se nas alturas como pinceladas de carmim muito diluído em água (...)”

— 'A Capital (1925)
Desde o início, que Artur Corvelo sonha com o reconhecimento, a fama e a bajulação - para isso resolve escrever um livro que lhe traga a tão almejada visibilidade. Estuda em Coimbra onde a sua índole insegura, influenciável e contemplativa o impede de aproveitar verdadeiramente a vida académica, preferindo viver através das experiências dos seus colegas do Cenáculo residencial.
Após a morte de seu Pai, deixa de ter condições monetárias para concluir o curso e depois de vender todos os seus bens, apenas lhe resta uma existência parasitária em casa de suas Tias em Oliveira de Azeméis. 
Aí, por entre ilusões de grandeza e grandes feitos, escreve aquele que julga ser o livro que o irá catapultar para o estrelato intelectual lisbonense. Entretanto, descontente com o seu quotidiano "provinciano" gasta os seus dias em partidas de bilhar e em serões bem regados com Rabecaz — antigo marialva em Lisboa, que mistifica histórias acerca dos prazeres lisbonenses. 
Aquando da morte de seu padrinho, recebe uma herança que lhe permite seguir o seu sonho e parte para a capital.
Lá conhece Melchior e Meirinho (dois fura-vidas interesseiros) que o persuadem a levar uma faustosa vida de aparências, na qual, desbarata a herança em jantares, lugares no teatro de São Carlos, compras fúteis, entre muitas outras peripécias, muito longe da vida pacata e austera apenas dedicada à literatura.
Os sonhos vão, um a um, sendo transpostos para banalidades quotidianas — o seu livro é um fracasso de vendas, o seu génio não se distingue e o reconhecimento pessoal é uma anedota —, depressa perdem a prioridade no seu dia-a-dia preenchido de frivolidade citadina.
Quando o dinheiro da herança acaba, a fraternidade com Melchior e Meirinho perde a relevância e é obrigado a vender alguns fatos para a passagem de comboio para Oliveira de Azeméis.
No final, retoma a sua velha função de farmacêutico na vila e goza fugazmente da fama de "folião" em Lisboa à custa de histórias a que acrescenta pormenores ficcionados.

## Personagens
- Artur Corvelo - autor do livro de poesia Esmaltes e Jóias e do melodrama Amores de Poeta
- Melchior - Videirinho, anjo negro lisboeta de Artur
- Teodósio - ex-colega coimbrão de Artur

## Análise
A Capital é uma obra considerada normalmente pela crítica portuguesa uma novela clássica e de qualidade sobre a antinomia das relações humanas e um retrato credível e bem-escrito do século XIX português, em particular das famosas tertúlias lisbonenses e seus defeitos e virtudes, do enraizamento das ideias republicanas, da influência espanhola na vida boémia da capital e da transformação moral geral de uma sociedade tradicionalista, sendo também considerada (apesar de ser sobre, e resultado do século XIX), de uma actualidade sarcástica sobre a mentalidade colectiva portuguesa. Todavia, não é das obras de Eça mais reconhecidas em Portugal.